# Volkan Konak
Volkan Konak (Maçka, 27 febbraio 1967 – Famagosta, 31 marzo 2025) è stato un cantante turco.

## Biografia
Volkan Konak esordì nell'industria discografica con l'album in studio Suların horon yeri, uscito nel 1989. Dopo una serie di dischi di inediti, fu messo in commercio Maranda (2003), che superò le 164 500 copie vendute in meno di dodici mesi secondo la MÜ-YAP.
Seguirono gli album Mora (2006) e Mimoza (2009); mentre il primo fu il 32º più venduto dell'intero anno con 101 000 copie e venne certificato disco d'oro, il secondo ne accumulò 155 910 nel corso del 2009 e gli fece guadagnare un premio Altın Kelebek.
Il 30 marzo 2025 Konak si esibì in occasione dell'ʻĪd al-fiṭr, nel Cipro del Nord; tuttavia, a causa di un infarto, morì nella notte stessa all'ospedale di Famagosta, all'età di 58 anni. Le tracce Farzet, Mimoza çiçeğim e Ömrüm sono dopidiché comparse nella Turkey Songs di Billboard.

## Discografia

### Album in studio
- 1989 – Suların horon yeri
- 1993 – Efulim
- 1994 – Gelir misin benimle?
- 1996 – Volkanik parçalar
- 1998 – Pedaliza
- 2000 – Şimal rüzgarı
- 2003 – Maranda
- 2006 – Mora
- 2009 – Mimoza
- 2012 – Lifor
- 2015 – Manolya
- 2017 – Klasikler 1
- 2019 – Dalya

### Raccolte
- 2006 – Koleksiyon
- 2013 – Koleksiyon 2
- 2016 – Koleksiyon
- 2019 – Dalya 30. yıl
- 2020 – Klasikleri - 1

### Singoli
- 2014 – Yatma yeşil çimene
- 2016 – İzmir Marşı
- 2022 – Leyla
- 2023 – Akşam oldu hüzünlendim ben yine (feat. Emel Şenocak)